# Kirsten Sweetland
Kirsten Sweetland (Nanaimo, 24 de setembro de 1988) é uma triatleta profissional canadense.

## Carreira

### Rio 2016
Kirsten Sweetland disputou os Jogos do Rio 2016, terminando em 41º lugar com o tempo de 2:04:16. 